# Servante (papillon)
Dysauxes ancilla
Pour les articles homonymes, voir Servante.
Espèce
La Servante (Dysauxes ancilla) est une espèce de lépidoptères (papillons) de la famille des Erebidae et de la sous-famille des Arctiinae.
- Répartition : de l’Ouest de l’Europe à l’Oural.
- Envergure du mâle : 12 à 13 mm.
- Période de vol : de juin à août, parfois deux générations, les imagos plutôt diurnes.
- Habitat : bois clairs, clairières, garrigues.
- Plantes hôtes : lichens, diverses plantes des genres Taraxacum ou Senecio ainsi que des feuilles sèches.

### Source
- P.C. Rougeot, P. Viette, Guide des papillons nocturnes d'Europe et d'Afrique du Nord, Delachaux et Niestlé, Lausanne 1978.